# Total Recall
Total Recall («Вспомнить всё») — восемнадцатая серия одиннадцатого сезона мультсериала «Гриффины». Премьерный показ состоялся 28 апреля 2013 года на канале FOX

## Сюжет
Питер и Лоис просыпаются утром. Выясняется, что у Питера простуда, из-за чего у него поменялся голос — он стал более низким и басистым. Лоис это очень нравится. Все утро они проводят вместе в постели.
Днем по новостям говорят, что на местной фабрике игрушек в срочном порядке производится возврат плюшевых медведей, так как они опасны для здоровья малышей. У Стьюи как раз есть такой медвежонок, Руперт. Лоис возвращает игрушку на фабрику, не предупредив об этом Стьюи.
Тем временем Питер отправляется на турнир по боулингу со своими друзьями. После этой игры его голос приходит в норму — Лоис расстроена, прежний голос Питера её очень заводил. Питер решает во что бы то ни стало снова заболеть, используя разные способы. В конце концов, он заявляется домой в ужасном состоянии, Питера приходится срочно отвезти в больницу. Выходит, что Питер не сможет принять участия в очень важном турнире по боулингу. Лоис предлагает подменить его на этой игре. Итак, на игре Лоис себя показывает отлично — команда выигрывает турнир. Джо и Гленн решают проводить как можно больше времени с ней — она отлично «подменяет» Питера, который, после прохождения курса лечения, временно не может хорошо шутить и общаться в компании. В конце концов, Питер ругается с Лоис из-за того, что она украла у него друзей. Лоис решает не идти на очередное веселье с Джо и Гленном, пригласив с ними сходить Питера.
Стьюи просит Брайана отвезти его на фабрику игрушек — он хочет вернуть Руперта. У Стьюи есть хороший план: они вместе с Брайаном попадают на экскурсию по фабрике (где, кстати говоря, находится много охранников, убивающих «оживающие» игрушки). Найдя отдел возврата продукции, герои находят плюшевого медвежонка — Стьюи счастлив. Но Брайан обращает внимание на то, что здесь находятся сотни абсолютно одинаковых плюшевых медведей, как две капли воды похожие на Руперта. Выбора нет — приходится пересматривать каждую игрушку отдельно. Не найдя Руперта, Стьюи отчаивается, но Брайан успокаивает его, говоря о том, что вместе они пережили много приятных моментов. Но вдруг друзья слышат какие-то странные звуки. Ворвавшись в соседний отдел, они видят конвейер по сжиганию игрушек. Стьюи сразу находит на нем Руперта, которого уже скоро не станет, если не поторопиться. Несмотря на всю опасность, Стьюи говорит Брайану, что он должен это сделать. Схватив Руперта в самый последний момент от падения в огонь, Стьюи оказывается в ловушке — ему никак не выбраться из конвейера. Брайан пытается помочь, но все тщетно (попытки управления нерабочим вертолётом, нерабочим ружьём — Стьюи напоминает, что это все-таки отдел возврата). В самый последний момент Брайан ломает конвейер, он останавливается. Стьюи и Руперт остаются в живых.
Лоис с Брайаном встречаются на диване дома, говоря друг другу, что они помогли воссоединиться старым друзьям, и это так здорово.
Эпизод заканчивается тем, что Стьюи обнимает Руперта у себя в комнате, причем так сильно, что глаз-пуговка вылетает из медвежонка, попадая Стьюи в рот, и душит его. Крис спокойно заявляет родителям: «Стьюи помер».